# Большой Чащивец
Большой Чащивец — деревня в Осташковском городском округе Тверской области.

## География
Находится в западной части Тверской области на расстоянии приблизительно 26 км на северо-запад по прямой от города Осташков.

## История
Деревня Честивица была показана ещё на карте 1825 года. В 1859 году здесь (деревня Романович или ЧещивецОсташковского уезда) было учтено 6 дворов, в 1939 — 17. До 2017 года входила в Залучьенское сельское поселение Осташковского района до их упразднения. 

## Население
Численность населения: 32 человека (1859 год), 17 (русские 100 %) в 2002 году, 11 в 2010.